# Либохова, Эранда
Эранда Либохова (алб. Eranda Libohova, род. 11 сентября 1969 г. в г. Тирана, Албания) — албанская певица. Cестра певицы Ирмы Либоховой. Эранда в основном известна своими выступлениями на различных албанских музыкальных фестивалях, таких как Festivali i Këngës и Kënga Magjike. Среди прочего, ей удалось выиграть Kënga Magjike 2000 в дуэте со своей сестрой Ирмой Либоховой. 

## Биография
Либохова родилась в 1969 году в столице Албании Тиране. В возрасте 14 лет она начала петь. В 1986 году она дебютировала вместе со своей старшей сестрой Ирмой на Festivali i Këngës. Они исполнили песню "Ku vajti valle ai djalë" ("Где ты взял этого мальчика"), которая заняла второе место в конкурсе. На следующий год, в 1987 году, она снова участвовала в Festivali i Këngës вместе со своей сестрой Ирмой. Их вклад, "Nuk e harroj" ("Я не забываю"), был написан Арбеном Дукой на музыку успешного композитора Агима Крайки. С этой песней сестрам удалось выиграть весь конкурс. В 1997 году Либохова участвовала в конкурсе одна с песней "Bota iluzion" ("Мир иллюзий"). В следующем году она участвовала в том же конкурсе с песней "Lypsarja" ("Нищий").
В 1999 году Эранда Либохова участвовала в выставке i Festivali i Këngës 38, снова вместе со своей сестрой Ирмой. Они участвовали с вкладом "Apokalipsi" ("Апокалипсис"). Песня была написана Йорго Папингджи на музыку Альфреда Качинари. С этой песней им удалось занять второе место в конкурсе, и, разочарованные результатом, сёстры бросились со сцены после того, как был объявлен результат в конкурсе. Аналогичное событие произошло на конкурсе 2003 года, когда Мариза Икономи опротестовала свое второе место. В 2001 году Эранда вернулась на конкурс с песней "Më prit" ("Подожди меня"), которая также является её последней работой на конкурсе. Также благодаря этому вкладу Либохова заняла второе место в конкурсе.
В 2000 году Либохова дебютировала вместе с Ирмой Либоховой в фильме "Kënga Magjike 2000" с песней "Një mijë'ndrra" ("Тысяча снов"). Им удалось выиграть весь конкурс с этой песней, и таким образом они вместе выиграли оба фестиваля —  "Festivali i Këngës " и "Kënga Magjike". Кроме того, Ирма выиграла Kënga Magjike в другой раз, в 2004 году, с песней "Prapë tek ti do të vij" ("Я приду к тебе снова").
В 2010 году она участвовала в Kënga Magjike 2010 с песней "Rrofte dashuria" ("Да здравствует любовь"). Либохова вышла в финал 20 ноября, заняв вничью пятое место с 499 очками. Она также получила специальную награду за "лучший хит". В следующем году она участвовала в Kënga Magjike 2011 вместе с ведущим Альдо и с песней "Pa problem" ("Без проблем"), с которой она снова прошла в финал. В финале они получили приз.
Либохова также участвовала в конкурсе Microphony in Arte в 2004 году с песней "Buzët më ishin tharë" ("Мои губы пересохли") Либохова также выпустила два студийных альбома под названием Beqarë jam bëtu и Harrakatë.
В 2014 году Либохова была бы в составе албанского жюри на конкурсе песни "Евровидение-2014". Однако её заменил дирижер Ятмир Барбуллуши.
В июле 2014 года она выпустила песню "Më nga mu" ("Больше от него") с музыкальным клипом. Песня была написана Пирро Чако с аранжировками Гента Мифтарая. В 2016 году Либохова вернулась на Kënga Magjike 2016 с песней "Në zemër të mbaj" ("В своем сердце я храню тебя"). В финале конкурса она заняла 15-е место. В 2017 году она выпустила сингл "T'kam tregu" ("У меня есть рынок сбыта"). В феврале 2018 года вместе с Ардитом Чуни она выпустила песню "Ajo" ("Она"), за которой в июне последовал ее сингл "Pres të me thërmosh" ("Я жду, когда ты мне позвонишь").
В декабре 2018 года Либохова, после 17-летнего отсутствия, участвовала в Festivali i Këngës 57. В последний раз она участвовала в Festivali i Këngës 40 в 2001 году и тогда заняла второе место с песней "Më prit" ("Подожди меня"). Песня 2018 года называлась "100 pyetje" ("100 вопросов") и была написана Панди Лачо на музыку Гента Мифтарая. С этой заявкой Либохова прошла в финал конкурса, где получила высокие оценки жюри и заняла третье место. Либохова также была награждена призом от СМИ в финале.

## Дискография

### Альбомы
- Arvanitase
- Beqare jam betu
- Harrakate

### Участия на Festivali i Këngës
| Год  | Конкурс               | Песня                      | Место |
| ---- | --------------------- | -------------------------- | ----- |
| 1986 | Festivali i Këngës 25 | "Ku vajti valle ai djalë"  | 2     |
| 1987 | Festivali i Këngës 26 | "Nuk e harroj"             | 1     |
| 1988 | Festivali i Këngës 27 | "Të kërkoj"                | –     |
| 1989 | Festivali i Këngës 28 | "Mijëra zëra në zërin tim" | –     |
| 1996 | Festivali i Këngës 35 | "Kthehu për vehte për mua" | –     |
| 1997 | Festivali i Këngës 36 | "Bota iluzion"             | –     |
| 1998 | Festivali i Këngës 37 | "Lypsarja"                 | –     |
| 1999 | Festivali i Këngës 38 | "Apokalipsi"               | 2     |
| 2001 | Festivali i Këngës 40 | "Më prit"                  | 2     |
| 2018 | Festivali i Këngës 57 | "100 pyetje"               | 3     |

### Участие на Kënga Magjike
| Год  | Конкурс            | Песня              | Баллы | Место | Приз           |
| ---- | ------------------ | ------------------ | ----- | ----- | -------------- |
| 2000 | Kënga Magjike 2000 | "Njëmijë ëndrra"   | –     | 1     | –              |
| 2010 | Kënga Magjike 2010 | "Rroftë dashuria"  | 499   | 5     | Лучший хит     |
| 2011 | Kënga Magjike 2011 | "Pa problem"       | –     | –     | Трендовая цена |
| 2016 | Kënga Magjike 2016 | "Në zemër të mbaj" | 453   | 15    | Лучший дуэт    |

### Отдельные песни
- 2004 – "Buzët më ishin tharë"
- 2015 – "Më nga mu"
- 2016 – "Pa mua"
- 2017 – "T'kam tregu"
- 2018 – "Ajo"
- 2018 – "Pres të më thërmosh"
- 2019 – "14"